# Antrohyphantes
Antrohyphantes là một chi nhện trong họ Linyphiidae.